# Santa Bárbara del Zulia
Santa Bárbara de Zulia es una parroquia del Municipio Colón del estado Zulia en Venezuela. Forma una conurbación junto con San Carlos del Zulia capital del Municipio Colón.

## Contexto
Ubicada al sur del lago de Maracaibo, es la principal ciudad ganadera de la región, mayor productora de derivados del ganado vacuno, productora de plátanos y queso, está conformada por el municipio Colón. Fue fundada en 1704 y refundada en 1778. Históricamente adquirió importancia al establecerse una ruta comercial desde las zonas productivas de los Andes venezolanos hacia el puerto de Maracaibo.

## Producción
Plátano, leche, carne, queso, cambures, parchita, lechosa, palmito, tomate, pimentón (nuevos cultivos) y palma aceitera.

## Geología
Se formó en su mayor parte en la era cuaternario-pleistoceno. Su formación litográfica se origina de los agentes externos modificadores del relieve, por lo que es una zona plana que se da por acumulaciones de sedimentos en la depresión del Lago.

## Relieve
Va de plano a ondulado, y podría ser considerado como llanura, pues su altura puede ubicarse entre los 0 y los 300m s. n. m., la formación que tuvo su origen por la acción de movimientos diastróficos o por el proceso de sedimentación de materiales como: arena, arcilla, granito, arenisca y cáliz. Sin embargo encontramos márgenes cenagosos en la costa del Lago; el material generador de los suelos es de origen aluvial, transportado y depositado por el escurrimiento superficial. Hacia el centro del Municipio encontramos un gran abanico deposicional que es el área de influencia del río Onia y el Chama presentando las mejores condiciones de suelo en todo el Municipio. Al este el área de influencia del Río Escalante, conformada por una planicie de desborde y una planicie deltaica, hacia el sur encontramos el piedemonte de la cordillera andina.

## Suelos
Los tipos de suelo, desde la margen cenagosa hasta el piedemonte, son para uso agrícola vegetal; sin embargo el mal drenaje y las altas precipitaciones han dado lugar al predominio de la actividad pecuaria. Predominan suelos húmedos. En las zonas noreste se encuentran ciénagas con suelos arcillosos, condiciones permanentes de mal drenaje y erosión reticular, mientras que hacia el centro encontramos el área de influencia de los ríos Chama y Onia que son los que presentan mejores condiciones de todo el sur del Lago. Son de textura media, que han sido originados por el gran deposicional causado por los ríos; también encontramos el área de influencia del río Escalante que presenta un patrón de suelo más complejo, con alta proporción de arcilla, con fuertes a severos problemas de drenaje y sometidos a frecuentes inundaciones. Por último hacia la parte sur encontramos el explayamiento del piedemonte andino, constituidos por suelos de textura media, bastante permeables, de alta pedregosidad. Esta es la zona más explotada de la región principalmente para la actividad de ganadería lechera y cultivos de plátano.

## Flora
Zona de Vida: por tener menos precipitaciones en el área costera que en el área de selva, presenta zonas de vida de bosques seco tropical.
Hacia el piedemonte encontramos el bosque húmedo tropical a causa del descenso de temperatura. La vegetación natural ha sido intervenida dando paso a una vegetación herbácea y con árboles de poco tamaño, ya que el suelo, aun cuando es fértil carece de irrigación. 

## Clima
Se caracteriza por tener un clima húmedo y caluroso. La precipitación se incrementa de norte a sur de este a oeste en un promedio de 2000 mm. La causante de humedad en el municipio es la sobresaturación de agua.
| Parámetros climáticos promedio de Santa Bárbara del Zulia, Venezuela | Parámetros climáticos promedio de Santa Bárbara del Zulia, Venezuela | Parámetros climáticos promedio de Santa Bárbara del Zulia, Venezuela | Parámetros climáticos promedio de Santa Bárbara del Zulia, Venezuela | Parámetros climáticos promedio de Santa Bárbara del Zulia, Venezuela | Parámetros climáticos promedio de Santa Bárbara del Zulia, Venezuela | Parámetros climáticos promedio de Santa Bárbara del Zulia, Venezuela | Parámetros climáticos promedio de Santa Bárbara del Zulia, Venezuela | Parámetros climáticos promedio de Santa Bárbara del Zulia, Venezuela | Parámetros climáticos promedio de Santa Bárbara del Zulia, Venezuela | Parámetros climáticos promedio de Santa Bárbara del Zulia, Venezuela | Parámetros climáticos promedio de Santa Bárbara del Zulia, Venezuela | Parámetros climáticos promedio de Santa Bárbara del Zulia, Venezuela | Parámetros climáticos promedio de Santa Bárbara del Zulia, Venezuela |
| Mes                                                                  | Ene.                                                                 | Feb.                                                                 | Mar.                                                                 | Abr.                                                                 | May.                                                                 | Jun.                                                                 | Jul.                                                                 | Ago.                                                                 | Sep.                                                                 | Oct.                                                                 | Nov.                                                                 | Dic.                                                                 | Anual                                                                |
| -------------------------------------------------------------------- | -------------------------------------------------------------------- | -------------------------------------------------------------------- | -------------------------------------------------------------------- | -------------------------------------------------------------------- | -------------------------------------------------------------------- | -------------------------------------------------------------------- | -------------------------------------------------------------------- | -------------------------------------------------------------------- | -------------------------------------------------------------------- | -------------------------------------------------------------------- | -------------------------------------------------------------------- | -------------------------------------------------------------------- | -------------------------------------------------------------------- |
| Temp. máx. media (°C)                                                | 32                                                                   | 32                                                                   | 34                                                                   | 39                                                                   | 38                                                                   | 37                                                                   | 39                                                                   | 36                                                                   | 35                                                                   | 33                                                                   | 32                                                                   | 32                                                                   | 34.9                                                                 |
| Temp. mín. media (°C)                                                | 20                                                                   | 19                                                                   | 20                                                                   | 25                                                                   | 26                                                                   | 24                                                                   | 27                                                                   | 23                                                                   | 22                                                                   | 20                                                                   | 20                                                                   | 19                                                                   | 22.1                                                                 |
| Precipitación total (mm)                                             | 106                                                                  | 90                                                                   | 92                                                                   | 95                                                                   | 97                                                                   | 105                                                                  | 171                                                                  | 208                                                                  | 205                                                                  | 178                                                                  | 159                                                                  | 130                                                                  | 1636                                                                 |
| Días de lluvias (≥ )                                                 | 5                                                                    | 3                                                                    | 7                                                                    | 8                                                                    | 5                                                                    | 9                                                                    | 10                                                                   | 12                                                                   | 12                                                                   | 11                                                                   | 9                                                                    | 6                                                                    | 97                                                                   |
| Horas de sol                                                         | 181                                                                  | 179                                                                  | 185                                                                  | 186                                                                  | 199                                                                  | 170                                                                  | 167                                                                  | 157                                                                  | 159                                                                  | 167                                                                  | 170                                                                  | 178                                                                  | 2098                                                                 |
| Humedad relativa (%)                                                 | 79                                                                   | 78                                                                   | 80                                                                   | 81                                                                   | 85                                                                   | 87                                                                   | 92                                                                   | 95                                                                   | 97                                                                   | 92                                                                   | 89                                                                   | 84                                                                   | 86.6                                                                 |
| [cita requerida]                                                     |                                                                      |                                                                      |                                                                      |                                                                      |                                                                      |                                                                      |                                                                      |                                                                      |                                                                      |                                                                      |                                                                      |                                                                      |                                                                      |

## Hidrografía
Está conformada por un sistema centrípeto de cursos de agua que drenan hacia el Lago de Maracaibo. Los principales ríos son el Onia y el Escalante que desembocan en la margen occidental del lago; el Chama que sirve de límite con el Municipio Francisco Javier Pulgar. Además, cuenta con cursos de agua que tiene su afluente aluvial (caños), y actúan como drenaje de la escorrentía superficial y subsuperficial. Sin embargo al ocurrir grandes aportes de agua provenientes de las precipitaciones o los desbordamientos, el sistema hidrográfico se hace insuficiente provocando inundaciones periódicas. Los principales caños son: Caño Concha, Caño El Padre, Caño Caimán y Caño La Maroma, entre otros. 

## Distribución de la población y equipamientos
Tenemos como centros poblados más importantes la población de San Carlos y Santa Bárbara, separados únicamente por el Río Escalante, la capital y las sedes de parroquias de este Municipio cuentan con los servicios básicos: Acueductos, electricidad, teléfono, correo, salud y educación básica, pero la población rural dispersa no se encuentra servida de modo satisfactorio debido a la dificultad de llegada a estas. Santa Bárbara cuenta con un hospital que no solo le brinda atención a esta población, sino también a los otros poblados del Municipio.
La mayor concentración de la población está en su capital. San Carlos y Santa Bárbara poseen los mejores servicios de infraestructura y una considerable área Urbana, concentrando más del 50 % de la población del Municipio. El resto de la población rural se distribuyen de forma regular.

### Equipamientos educativos
Educación Básica, Media Diversificada, Superior ( Unesur: Universidad Nacional Experimental del Sur del Lago, Una: Universidad Nacional Abierta),Ince,U.E.E."Carmelita Roldan Portillo",entre otros.
Cultura y Artes
Posee una sede de la Orquesta Sinfónica Juvenil de Venezuela, distintas agrupaciones gaiteras, entre otras, Cuenta con ello el único cine de la zona sur del lago "Cine Santa Bárbara"

## Vías de comunicación

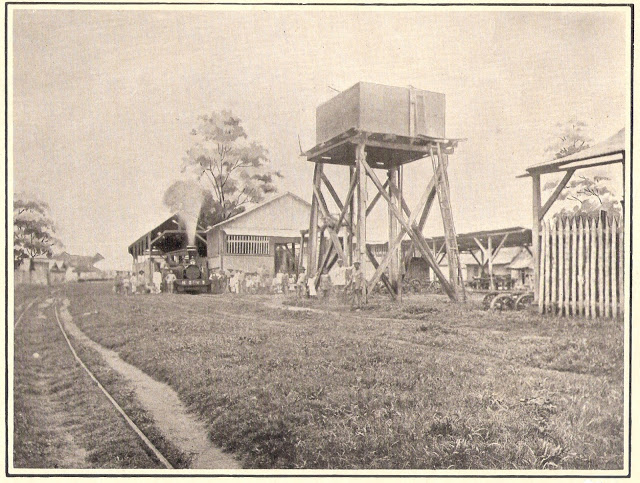
Gran Ferrocarril de Santa Bárbara a El Vigía.

Posee una red que conecta a todo el Municipio, dándose una buena infraestructura vial, acuática y aérea. Entre las principales vías Asfaltadas que tenemos existen: la carretera Santa Bárbara - El Vigía, Puerto Concha - Puerto Chama, Santa Bárbara - Encontrados, Santa Barbara Santa Cruz, Santa Cruz el Guayabo, Santa Cruz, Redoma el Conuco sin embargo las vías de conexión con los centros de producción son caminos de piedra y arena, sin asfaltar por lo que se le dificulta a los productores sacar sus mercancías e impide el alto desarrollo económico del Municipio. El Aeropuerto de Santa Barbara sirve de enlace aéreo entre la región del Sur del Lago y la ciudad de Maracaibo.

## Economía local
La economía del Municipio gira en torno a la actividad agropecuaria y ahora comercial la cual le otorga un papel importante, como abastecedor de alimentos, no solo en lo que se refiere al estado sino al país en general. Posee una participación significativa en la producción de diferentes rubros como: plátano, cambur, maíz, yuca, cacao porcelana, caña de azúcar, palma aceitera, tomate y pimentón. La actividad pecuaria está orientada a la producción de ganado Bovino y porcino, pero principalmente la producción de leche y sus derivados. En cuanto a los recursos pesqueros presenta una situación geográfica ventajosa para su aprovechamiento, tanto por poseer costa en el Lago de Maracaibo como por su gran cantidad de ríos y caños. La actividad industrial no presenta un desarrollo acelerado, aunque ofrece perspectivas derivadas de los recursos naturales. Las industrias existentes se encuentran ubicadas en San Carlos y Santa Bárbara principalmente ya que cuentan con infraestructura agroindustrial diseminada y especializada, constituida por plantas procesadoras de leche, receptoría de leche, queseras y matadores industriales entre otros. Las industrias más importantes son: Fibasa, Lácteos Sur del Lago, Flor de Aragua, Colona, Frisulca, entre otras, Así mismo la presencia de sucursales de empresas nacionales como Movilnet, Garzon, Farmatodo, Farmahorro, entre otras. Cuenta con una significativa cantidad de Centros Comerciales que ofrecen una gran variedad de atracciones y comercios posee una gran red de tiendas y empresas que brinda bienes y servicios a los viajeros y residentes: C.C Santa Barbara, C.C El Dorado, C.C La Hacienda, C.C Avenida, C.C Adelfia entre otros

## Turismo
Constituye un área con un singular contenido de atractivos y recursos propios de aprovechamiento por un turismo especial. Las mayores ventajas para el desarrollo turístico las ofrece el tipo y la cantidad de recursos naturales presentes. El río Escalante, las costas del Lago y las maravillosas haciendas hacen pensar en un turismo de aventura. Pero también el paisaje agropecuario, las fiestas patronales, la gastronomía y sus pueblos típicos, como el congo mirador, constituyen fuentes culturales motivadoras de un desarrollo turístico. El problema el efectivo desarrollo de esta área radica en la inexistencia de servicios turísticos cercanos a los recursos y las pocas facilidades de acceso. La estructura de San Carlos y Santa Bárbara es poco moderna y responde a las necesidades agropecuarias. Las edificaciones son de carácter predominantemente horizontal.

## Festividades
Se celebran las fiestas de Nuestra Señora del Carmen (julio 16), Santa Bárbara y San Carlos (noviembre 4). Dependen de ella las parroquias Moralito, San Carlos del Zulia, Santa Bárbara, Santa Cruz del Zulia (noviembre 11) y Uríbarri. 
La fiesta de Nuestra Señora del Carmen tiene lugar cada año el 16 de julio y los de Santa Bárbara y San Carlos el 4 de noviembre.

## Gastronomía
La gastronomía de la zona se caracteriza por platos fuertes, basados en los principales rubros de la región, el plátano, que es consumido verde o maduro, frito, asado, hervido, o en el tradicional patacón zuliano; la carne tanto de res como cerdo, que se consume principalmente asada en brasas o en vara; y los productos lácteos, el queso y la leche con la que se preparan platos dulces y salados.
Los sabores son definidos y las porciones suelen ser generosas, pues el zuliano en general come de manera abundante y gusta de compartir las comidas con familiares y amigos. De esta manera, la comida constituye una forma de acercarse y de celebrar. 
La variedad de platos incluye: 
- Hallacas de plátano: una variación de la tradicional hallaca navideña, preparada con harina de plátano verde en vez de harina de maíz. Tiene un característico sabor un poco ácido y fuerte. Generalmente, el guiso, al igual que en la hallaca de maíz zuliana, tiene la carne picada de manera muy pequeña, y puede estar acompañada de papa.

- Patacón: consiste en una preparación de plátano verde frito en trozos que luego se aplastan para formar una especie de tortilla y se vuelven a freír rápidamente a fuego más alto. Esta especie de tapas se acompañan con jamón, queso, y salsas como mayonesa, salsa de tomate y mostaza. En la zona es muy común encontrar puestos de comida rápida que venden patacones con carne de res asada, pollo asado, y pernil de cerdo horneado. Es una comida pesada, pero deliciosa y vale la pena probarlo, aunque para no es recomendable la versión completa para los estómagos débiles, especialmente porque es muy común que se añada mucho repollo rallado.

- Carne asada: indudablemente es el caballito de batalla de la zona, y se puede comer con confianza en cualquier sitio, desde los más humildes, que son pequeños puestos en la calle donde se asa la carne, pollo, cerdo, e incluso pescado en parrilleras al aire libre, hasta los sitios especializados en carne asada en brasa o en vara. Los acompañantes preferidos son los tostones o patacones pequeños y sin relleno, las arepas asadas en brasa, el queso fresco, la natilla y las ensaladas césar o rusa.

- Comida en coco (carne, iguana, yaguaza, baba, chicagüire, cerdo, entre otras)Suelen ser platos guisados con vegetales y carnes, incluso de cacería, a los que se agrega leche de coco, un poco parecidos a la comida hindú o tailandesa. Son de una sabor penetrante y un poco grasosos, pero ciertamente son una especialidad de la zona.

- Pescado Asado (Armadillo, Mana-mana, Huevas de pescado, Bagre, entre otros) Los pescados de río se preparan y se asan completos, o sin espinas y rellenos de vegetales. Las huevas de pescado destacan como especialidad de la zona, y consisten en una especie de pastel de huevos de pescado sazonados y asados en papel de aluminio o en hoja de mata de plátano a la parrilla; son deliciosos. Así mismo es muy común encontrar armadillo que es un pescado que tiene un caparazón o concha y que se asa directamente en la parrilla sazonado de manera gustosa.

- Dulce (conserva de coco, pastica de maduro, pastica de leche, Arroz de leche, entre otros) Los dulces de plátano, que se preparan como un bocadillo con plátano maduro y azúcar son una especialidad de la zona. Imperdible es el llamado "chocho de vaca" que consiste en una mezcla de cascos de limonsón confitados y mezcla de quesillo horneado. Y el calabazate.

## El fenómeno de El Relámpago o Faro del Catatumbo
Es muy oportuno señalar que una vez formado el petróleo en el subsuelo zuliano, empezó con ello una serie de fenómenos físico-químicos resultantes de la emanación de gases y que al expandirse en la atmósfera diera lugar al muy mencionado como singular fenómeno, denominado el relámpago del Catatumbo. Si en ello tuvo que ver la presencia del aceite negro, este fenómeno tuvo que presentarse a finales del cretáceo y principios de nuestra era cuaternaria; al menos así se ha de presumir, si nos atenemos a las explicaciones del mundo científico que le ha dado explicación al fenómeno.
Conocido también como el faro de Maracaibo, es un fenómeno que se puede observar todas las noches hacia el suroeste de la barra de Maracaibo. Su ubicación está posiblemente asentada sobre la confluencia de los ríos Zulia y Catatumbo.
Este fenómeno consiste en un relámpago de luz que en forma periódica y muy brillante, se presenta todas las noches en la parte celeste del área indicada. Este fenómeno es ajeno a cualquier clase de ruido atmosférico, aun cuando la voz popular afirma la existencia de un ruido sordo, subterráneo en el lugar en que aparentemente se presenta el fenómeno. 
Parece ser que el relámpago se produce a una altura muy considerable, que tal vez sea de unos 10 km aproximadamente. Por ello es siempre localizado y observado desde sitios muy distantes como Aruba y la península de Paraguaná. Los pasajeros de aviones comerciales que viajan frente a las costas venezolanas pueden observar a plenitud este interesante fulgor, y para los aviadores es excelente guía que les indica que ya están próximos a Maracaibo o a Maiquetía. Igualmente los navegantes y pescadores que se desplazan por las aguas del Golfo de Venezuela lo tienen como faro natural que les indica la ruta a seguir. No hay todavía una explicación clara sobre el Relámpago del Catatumbo, aun cuando los científicos trata de explicarlo como la acumulación de gases de naturaleza altamente inflamable, que al desprenderse en masas muy abundantes y densas hacia la atmósfera y entrar en contacto con cargas electromagnéticas, tiene como resultado inmediato el incendio intermitente de la chispa conocida como El Relámpago del Catatumbo o faro de Maracaibo. Este fenómeno natural aparentemente es único en el mundo. Debe haber algo especial en la atmósfera de la región en la que se forma, pues no hay noticia que en otros países petroleros del mundo se haya presentado en alguna oportunidad este fenómeno tan atrayente. De la época de la Conquista y de la Colonia apenas sí hay algunas referencias esporádicas acerca de su presencia; pero en todo caso, los pueblos aborígenes lo tomaban como una manifestación de las divinidades que ellos adoraban.

### Referencia General
- Emilio Strauss, William Fuenmayor, José Romero.(2000). Atlas del Estado Zulia.